# Brachyistius
Brachyistius és un gènere de peixos pertanyent a la família dels embiotòcids.

## Taxonomia
- Brachyistius aletes (Tarp, 1952)
- Brachyistius frenatus (Gill, 1862)[4][5][6][7][8][9]